# Biostar
Biostar Microtech Corp Internacional ou vulgarmente conhecido como Biostar, é um fabricante de hardware com sede em Taiwan, fabrica diversos produtos de informática, como placas-mãe, placas de vídeo, placas de computadores barebone e PCs industriais, para atender às demandas de desenvolvimento de mercado, fornecendo soluções mais integradas para os clientes.
Biostar é uma empresa independente listado na principal Bolsa de Valores de Taiwan, a Taiwan Stock Exchange. Biostar atende ao nível de entrada por meio mainstream para mercados high-end.

## História

Placa-mãe da Biostar.

A empresa foi fundada em 1986, na fabricação de placas-mãe com fator de forma XT e em anos posteriores placas de expansão. Em 1999, a Biostar foi listado na Taiwan Stock Exchange e também recebu uma certificação ISO 9001 no mesmo ano.
Biostar se deslocou do mercado SI/OEM para o mercado internacional.
Até à data, a empresa é a primeira a permitir que os usuários finais modifiquem as tensões e freqüências de GPU da placa de vídeo e memória para melhorar o desempenho e atingir limites extremos de overclock através de um software. Esses softwares são chamados de "V-Ranger" ou "V-Series ".
Suas placas-mãe, nomeadamente chamado de "T-Power" e "T-Series", têm sido amplamente reconhecido por ser altamente overclockável, capaz de alcançar recordes mundiais de overclocks pelo mundo.
Em outubro de 2008, a Biostar recebeu o prêmio "Top 20 Global Brand Taiwan" realizado pela Taiwan External Trade Development Council (TAITRA) com um valor de marca estimado nos Estados Unidos em US$ 46 milhões. Apenas três empresas tiveram a chance de alcançar o Top 20 da lista pela primeira vez - e a Biostar estava entre elas.

## Localização
A Biostar está localizado em Sindian City, Taiwan, e está representada em vários continentes em todo o mundo através de suas 5 sedes regionais:
- América - localizado em City of Industry, na Califórnia.
- América Latina - localizado nos Estados Unidos.
- Ásia-Pacífico - localizado na China.
- Europa - localizado na Holanda e Rússia.